# ミケルの定理

△ABCとそのそれぞれの辺上の点A', B', C'に対するミケルの定理（ミケル点M）。

ミケルの定理（みけるのていり、英語: Miquel's theorem）はフランスの高校教師であるオーギュスト・ミケルの名を冠する幾何学の諸定理である。一般にミケルの定理と言えば、次の定理を指す。
三角形の3辺またはその延長に点を一つずつとる。うち2点と、その間の三角形の頂点を通る円は、一点で交わる。
他のミケルの定理と区別して、ミケルの三角形定理とも呼ばれる。ミケルの発見した諸定理は、ジョゼフ・リウヴィルのJournal de Mathématiques Pures et Appliquées によって出版された。
厳密にいうと、ある△ABCについて、直線BC, CA, AB上にそれぞれ点A' ,B' ,C' をとり、△A'B'C, △B'C'A, △C'A'Bの外接円を描く。3つのミケル円は一点で交わる。さらに3つの角∠MA'C, ∠MB'A,  ∠MC'Bは等しくまた、∠MA'B, ∠MB'C, ∠MC'A も等しい。
この定理は、 内接四角形の角の性質と有向角を用いることで示すことができる。円A'B'C, AB'C' の交点{\displaystyle M\neq B'}について{\displaystyle \angle A'MC'=2\pi -\angle B'MA'-\angle C'MB'=2\pi -(\pi -C)-(\pi -A)=A+C=\pi -B} と角度追跡することによりBA'MC'の共円が示されてミケルの定理を得る。

## Pivot theorem

幾つかの三角形のPivot Theorem

ミケルの定理を共線でない3点A' , B' , C' の成す三角形に着目した場合はForder (1960, p. 17)によってPivot theorem（ミケルの要の定理）と名づけられている。

## ミケル点の三線座標
A' , B' , C' のBC, CA, ABに対するfractional distances（線分の長さを1とした時の、線分の始点からの距離）をそれぞれda,db,dc、線分BC, CA, ABの長さをそれぞれa,b,cとしてそのミケル点の三線座標(x,y,z)は以下の式で表される。
{\displaystyle x=a\left(-a^{2}d_{a}d_{a}'+b^{2}d_{a}d_{b}+c^{2}d_{a}'d_{c}'\right)}
{\displaystyle y=b\left(a^{2}d_{a}'d_{b}'-b^{2}d_{b}d_{b}'+c^{2}d_{b}d_{c}\right)}
{\displaystyle z=c\left(a^{2}d_{a}d_{c}+b^{2}d_{b}'d_{c}'-c^{2}d_{c}d_{c}'\right),}
ただしd' a= 1 - da,d' b= 1 - db,d' c= 1 - dc である。
da=db=dc=1/2である場合、ミケル点は外心(cos α : cos β : cos γ)になる。

## ミケルの定理の逆
ミケルの定理の逆は次のような定理である。点Mを通る3円について、1つの円上に点A をとり、2つ目の円とのMでないほうの交点の一つをC'として、直線AC'と2つ目の円のC'でない方の交点をBとする。同様に、3つ目の円に対してBからA',Cをつくる。このとき点A,C,B'は共線であり、△ABCの辺上にA' ,B' ,C' が存在する。
|  |  |  |

## 相似な内接三角形
△XYZが三角形△ABCに内接し相似であるとき、任意の△XYZにおいて、そのミケル点は不動である:p. 257。

## ミケルの四辺形定理
完全四辺形の辺から成る4つの三角形の外接円は一点で交わる。これをミケルの四辺形定理またはミケルとシュタイナーの四辺形定理（Miquel and Steiner's Quadrilateral Theorem）という。また、この共点を四辺形のミケル点という。
この定理は、1827,1828年にヤコブ・シュタイナーによってジョセフ・ジェルゴンヌ の出版物（Annales de Gergonne）で発表されたが、厳密な証明はミケルによって与えられた。

## ミケルの五点円定理
凸な五角形ABCDEについて、その辺を延長し星形五角形FGHIKをつくる。5つの円CFD,DGE,EHA,AIB,BKCの、隣り合う円の元の五角形の頂点でない方の交点は共円である。これをミケルの五点円定理（Miquel's pentagon theorem）という。この定理の逆として、五円定理が知られている。

## ミケルの六円定理
円上に四点A,B,C,Dをとり、隣り合う2点を通る円延べ4円を描く。それぞれの円について、4円の隣り合う円との交点の一方が共円ならば、もう一方の交点も共円である。これをミケルの六円定理（Miquel's six circle theorem）または六円定理（six circles theorem）、四円定理（four circles theorem）という。ただし、六円定理は別の定理を指すこともある。この定理は一般にはシュタイナーによるものとされているが、証明を行ったのはミケルのみである。 David G. Wellsはこの定理もMiquel's theoremと呼んでいる。

## 三次元におけるミケルの定理

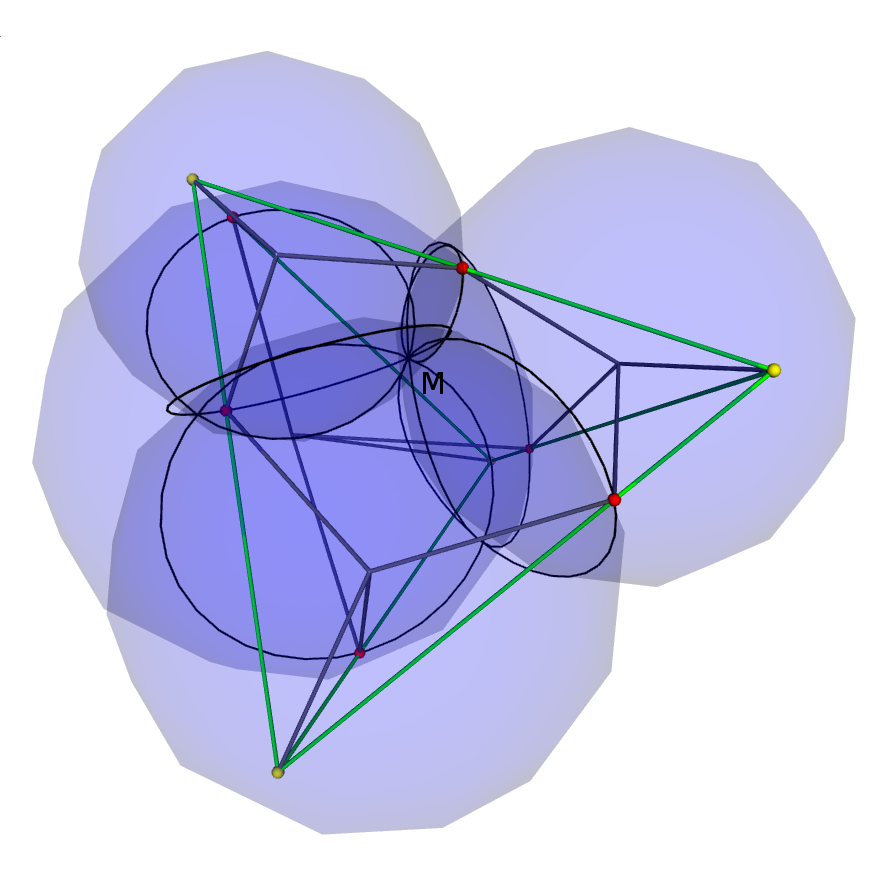
三次元のミケルの定理:4つの球の交円（黒）は一点で交わる。

ミケルの定理は三次元に一般化されている。三角形を四面体に、円を球に置き換える。4つの球は一点で交わる。